# モケーレ・ムベンベ
モケーレ・ムベンベ (Mokele-mbembe)または モケレ・ムベンベ は、アフリカ大陸中央部のコンゴ共和国、カメルーン、ガボンなどの広大な熱帯雨林の湖沼地帯に生息しているのではないかと想像されているUMA（未確認生物）のこと。元々は現地人に古くから語り継がれてきた伝説上の怪物である。言い伝えや目撃談を総合すると、体の大きさはカバとゾウの間ぐらい、体長は5～10mで、ヘビのように長い首と尾を持ち、4本脚で、直径30cm以上の丸い足跡には3本の爪跡があるとされる。
1980年代以降、数多くの探検隊が組織されてきたが、21世紀になっても未だ写真、映像、標本など、生息を確実に実証できる資料は皆無に等しく、その存在は謎に包まれている。知られている特徴を既知の動物に当てはめようとすると、恐竜の竜脚類などが候補に挙がるとして、恐竜の生き残りではないかとする説がある。このことから、コンゴ・ドラゴンとも呼ばれることもある。竜脚類は4足歩行をする首の長い恐竜のグループで、ブラキオサウルス、アラモサウルス、アパトサウルスなどが含まれる。

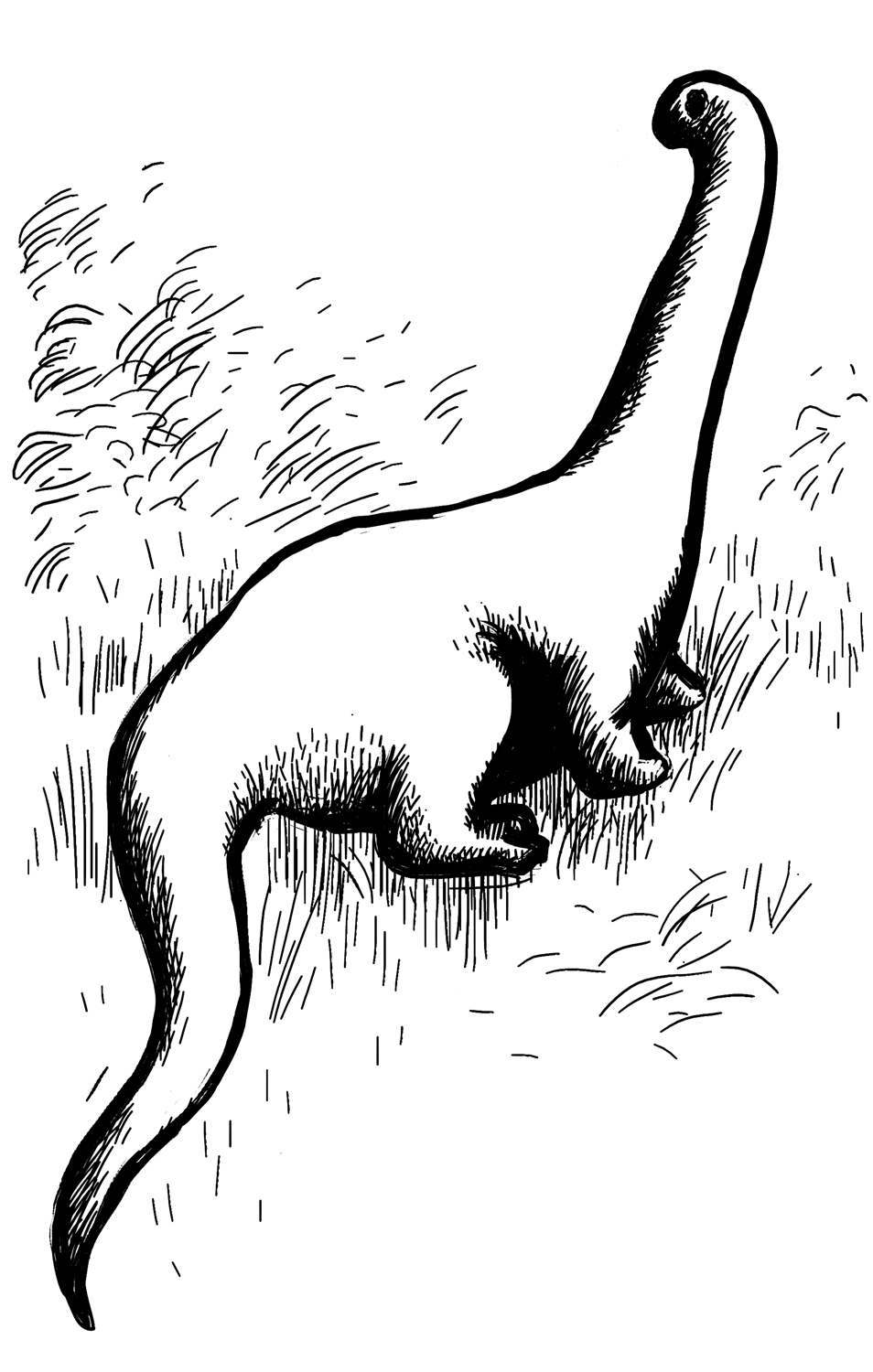
モケーレ・ムベンベ

## 地理、背景
モケーレ・ムベンベ伝説のある地域は、アフリカ中央部、赤道直下の熱帯雨林地帯である。コンゴ共和国、カメルーン、ガボン、赤道ギニア、ナイジェリアなど広い地域の現地人の間に伝わっている。
特にコンゴ共和国のリクアラ地方に伝承、目撃談が多い。その主要地帯である東部アンフォンド地区でも広く知られてきたが、なにより西部エペナ地区のテレ湖で1959年頃ピグミー族が狩猟したという風聞が注目を帯び、調査隊も多く入るなどしている。
リクアラ地方は、コンゴ共和国の10の地方区分のうちの最北にあり、大西洋から最も遠い奥地。この地方のジャングルは、アフリカ中央部に残った熱帯雨林の中でも最大のもののひとつである。コンゴ川の多くの支流が走り、その間を埋めるように、無数の湖や沼地が散らばっている湿地帯で、そこに熱帯雨林が広がっている。その広さは2万平方km以上、コンゴ共和国政府の発表では、21世紀に入っても、その面積の80%は未調査地域とされている。テレ湖は、その周囲は湿地帯の熱帯雨林に囲まれた湖で、長径5km、短径4kmの楕円形、平均水深は1.5～2m、最大でも3m程度の浅い湖である。

## 語源、異称
「モケーレ・ムベンベ」は標準語リンガラ語の名称で、最も一般的な解釈は「川の流れをせきとめるもの」の意味であるといわれる。実際にそのような習性も言い伝えられている（後述）。しかし単に「虹」を意味する語だとも言われている。
この名称は、リクアラ地方だけで通じる名前ではなく、リンガラ語が用いられている地域では、カメルーン、ガボンなどの先住民にも同じ名称で呼ばれている。
文献的には、現地に伝わるいくつかの未確認生物を「モケーレ・ムベンベ」という言葉でまとめて呼んでいる場合も多い。この場合、狭義の「モケーレ・ムベンベ」の他に、「エメラ・ントゥカ」、「ムビエル・ムビエル・ムビエル」、「ングマ・モネネ」などもあわせてモケーレ・ムベンベに含める。これら他の生物像は狭義のモケーレ・ムベンベとはそれぞれ異なっている。

### 狭義のモケーレ・ムベンベ
目撃例を総合すると、体の大きさは、小さくてカバ程度、大きくてゾウ程度の大きさで、首と尾が長く、それぞれの長さは2-3m程度であるという。全長は5-10m程度と推測されている。短い脚が4本あり、目撃された足跡がこの生物のものとすれば、足跡は円形に近く、直径は30cm以上で、3本の鉤爪の跡がついている。足跡の間隔は2-3m。皮膚は平滑で無毛、色は赤褐色、褐色、灰色などとの報告がある。背中にとさか状の突起が目撃されたこともある。
テレ湖周辺のピグミー族によれば、その巨体が動けば全ての水が揺るぎ、川に立てば水がせき止められたという。
目撃談や言い伝えのほとんどはこの動物が水中にいるところのものなので、基本的に沼地や湖に住み、水中に暮らしているのではないかといわれている。沼を伝うように、川から川へと移動していくと伝えられている。水中から出るのは、移動するときか、餌を食べるとき。植物食性で、現地の言葉でマロンボ (malombo) と呼ばれる野生の桃のような実（キョウチクトウ科ランドルフィア (Landolphia) 属）を食べると伝えられる。

### 広義のモケーレ・ムベンベ
コンゴ共和国リクアラ地方の熱帯雨林の先住民の間には、怪物についての伝承は多数あり、部族によって同じような特徴を持つ怪物が違う名前で呼ばれていたりする場合もある。下記は、それらのうち、比較的最近の目撃例などがあり、その存在の可能性が取り沙汰されている例である。文献的には、モケーレ・ムベンベの名前が最も有名で、モケーレ・ムベンベの名でこれらの未確認生物をまとめて説明している例もある。また、現地民もモケーレ・ムベンベを、これらの怪物の総称として用いている場合もあり、調査のために訪れる研究者や探検隊が、現地人に聞き取りを行う際に、これらが混同され、各生物の特徴が不明確になる可能性なども指摘されている。

#### エメラ・ントゥカ
エメラ・ントゥカ (emela-ntouka) は、「水中のゾウ」や「ゾウ殺し」などの異名をとるとされている。異綴りとしてエムラ・ナトゥカ(emeula natuka)があるが、これはボミタバ語で「椰子の木の天辺を食べるもの」の意と説明されている。
コンゴ共和国リクアラ地方の湖沼、湿地帯に住むといわれる伝説の生物。大きさはゾウ程度あるいはそれ以上で、ワニのような尾を持ち、頭部中央にはゾウの牙のような角が上向きに1本ある。この角でゾウや野牛を刺して殺すといわれる。褐色ないし灰色の皮膚は、無毛で平滑。短い4本脚があり、足跡は円形で3本爪。
半水棲で、摂食のときに水中から現れる。植物食性だが、その餌にマロンボの実も含まれるところは、狭義のモケーレ・ムベンベと共通しているが、この両種の習性について混同がみられると考察されている。
そういった特徴をすべて備える動物を考えると、恐竜の角竜類のモノクロニウスやトリケラトプスのような動物が想定される。ただし、これら角竜類の化石を産出しているのは北米大陸のみで、アフリカには生息していた可能性は極めて低い。まだ知られていない水中生活に適応したサイの新種、あるいは草原地方から迷い込んだサイの可能性などが指摘されているが、ワニのような長くて重量のある尾を持つと報告されている事が難点だという。

#### ムビエル・ムビエル・ムビエル
ムビエル・ムビエル・ムビエル (mbielu-mbielu-mbielu) は、リンガラ語で 「背中に板が生えた動物」の意味。コンゴ共和国リクアラ地方の湖や川に目撃例がある。目撃例は常に水中のため、どのような姿、形をしているのかは不明である。共通点は水面から板のような突起が多数突き出している点で、この名がある。板状の突起は、ワニやトカゲ類の背中のギザギザした突起列とは明らかに異なり大きいもので、藻が生えて緑色に見えることもあるという。生物の全体像が明らかでないが、恐竜のステゴサウルスのような生物が想定される場合もある。ポリプテルスの仲間である可能性も示唆されている。

#### ングマ・モネネ
ングマ・モネネ (nguma-monene) は、リンガラ語で「巨大な大蛇」の意味。目撃談があるのはコンゴ共和国リクアラ地方で、コンゴ川の支流のひとつマタバ川流域に集中している。その呼び名の通り、1900年代半ばの何件かの目撃談では、全長は20 m以上あるヘビのような体をしていると推測されている。そのうちの1件では、複数の目撃者による川と生物との大きさの比較から、全長60 m程ではないかとされた。いずれも川を泳いでいるところの目撃例。通常のヘビと異なる点は、その大きさだけでなく、背中の真中（正中線）に沿って、全長あるいは一部にノコギリの歯の様なギザギザの隆起があること。

## 目撃例、探検隊
モケーレ・ムベンベについての言い伝えや目撃情報の多くは、探検家・研究者などによって収集されたものである。そのうちのいくつかを紹介する。
ロイ・マッカル
シカゴ大学の生化学者ロイ・マッカルが、伝聞を著書で紹介したケース
1776年
アフリカ中央部でフランス人宣教師らが3本爪の足跡を目撃したことについて書き残している。そのうちの1人は川で植物を食べている未知の生物を目撃し、明らかに既知の生物ではないと書いている。
これが、文献に残っている最も古い報告であるという。
1913年
ドイツ政府からカメルーンに送られた探検隊によって、最初にモケーレ・ムベンベという名前が広く紹介された。彼らはカメルーンの現地民から、カバないしゾウの大きさ、首と尾が長く、植物食、丸い足跡など、ほぼ現在伝わるのと同じ生物について情報を聞き出した。
1920年
アメリカ、スミソニアン博物館の探検隊が足跡を目撃し、声を聞いたという。
1932年
イギリス人科学者、別グループのアメリカの未確認生物研究家がそれぞれ足跡を目撃し、声を聞いたという。
マッカル本人の調査
マッカル自身は、1980年、1981年、1983年と、3回に渡ってリクアラ地方の湖沼の調査を行っている。これらの調査では不鮮明なゾウのような足跡、水際の獣道の発見のみで、未確認生物を目撃することはできなかったが、現地民への聞き取り調査に多くの時間を費やした。例えば、彼の調査で、1959年にテレ湖周辺のピグミーの部族が2頭のモケーレ・ムベンベを目撃、うち1頭を槍で仕留めたという話が得られた。しかしその肉を食べた村人はみな謎の死を遂げたという。「衛生環境による食中毒」なのか、あるいは「肉に毒性がある」のか、と推測している。

マルセリン・アニャーニャ
コンゴ共和国ブラザビル動物園の生物学者マルセリン・アニャーニャ （Marcellin Agnagna） は、マッカルの1981年の調査行に同行し、その後は自身でも調査隊を組織し、テレ湖周辺を探索している。1983年の探検では、テレ湖の水面から首と背中を出して移動するところを、200m以上先から目撃に成功したと発表した。ただし数十人の調査隊員のうち、目撃したのはアニャーニャ本人のみで、ちょうどカメラのレンズのカバーをはずすのを忘れており、写真には何も写っていなかった。
ロリー・ニュージェント
探検家、ジャーナリストのロリー・ニュージェント は、1985年にテレ湖で単身の調査行を行い、水中から首を出す生物らしき写真を撮影した。
ビル・ギボンス
ビル・ギボンス (William T. Gibbons) は、1985年から1986年にかけて、1992年、1997年と調査隊を組織し、湖を中心に多くの科学機器を用いて調査を行ったが、目撃することはできていない。1992年のギボンスの調査にはニュージェントも同行し、テレ湖周辺の未調査の湖の探索を行ったがこのときには目撃することはできなかった。また、ギボンスは2000年、2001年にカメルーンの調査も行っている。
早稲田大学探検部
1988年、高野秀行率いる日本の早稲田大学探検部、および駒澤大学探検部OBの野々山富雄、高林篤治等がテレ湖の調査を行った。これにはアニャーニャが同行。テレ湖の水深が極めて浅く（平均約2m）、巨大な生物であれば常に隠れてはいられないであろうこと、テレ湖と周囲の川との間の水路（現地語でモリボと呼ぶ。水深1mほど）は、巨大な生物が移動するには細すぎることなどを報告した。そして探検部は約40日間湖面を監視したが、モケーレ・ムベンベらしきものは一切目撃できず、湖周辺にも痕跡は一切発見できなかった。
TBS取材チーム
1992年、日本のTV取材班がテレ湖の調査・撮影を行った。取材チームがボートの上からの写真撮影に成功したとされる。ぶれた不鮮明な映像で、水面に何か黒い細長い影が写っている映像が公開された。（『THE・プレゼンター:アフリカ・コンゴ密林奥地にモケーレ・ムベンベは実在した！』、TBS、1992年10月25日放送（製作 株式会社ストリームズ））。これは動物でなく人間が漕ぐ丸太船の映像ではないかとの推論がある。

## 議論

### 先住民の目撃証言の信憑性
非常に広い地域に、同じ名前で、同じ生物を指すと考えられる古くからの言い伝えが残っているのが特徴である。しかし、その言い伝えとされているものにはいくつかの問題が指摘されている｡
ひとつは、モケーレ・ムベンベの名前が指している生物が明確でないことがある点である。例えば、イギリスBBC放送の番組では、サイの絵を見せられた現地人が「モケーレ・ムベンベ!」と叫んだシーンが紹介された。この現地人はその直前に見せられたアパトサウルスの絵には反応しなかった。この人にとってモケーレ・ムベンベは、エメラ・ントゥカ的な生物であったとも考えられる。前述のように、先住民は何種類かの「大きな恐ろしい化け物」を、まとめてこの名で呼ぶ場合がある。かつては、人間に危害を与える何種類もの大型動物、大型のニシキヘビ、サイ、カバ、ワニ、アフリカマナティーなどをまとめて呼んでいた言葉が、伝承の中で、それらの特徴が混ざり合い、キマイラのような架空の動物を指すように変わっていった可能性がある。すると、その伝承を聞いた者は、それらの動物の体の一部だけで、モケーレ・ムベンベを見た、と合点してしまう可能性もある。また、調査者が言い伝えを聞きとり、まとめ上げる段階で、各地の先住民が同じ名前を使っているのに惑わされ、実はいろいろな動物のことを言っていることに気づかず、仮想の1つの動物像を作り上げてしまった可能性もある。
また、探検家による証言の収集過程で、バイアスがかかっていた可能性がある。1900年代初めから繰り返された調査行で、探検隊によって恐竜の竜脚類の絵が繰り返し見せられたことにより、これが新たなモケーレ・ムベンベ像を形成した可能性である。
更に1980年代以降は、探検隊が現地に与える経済効果が意識的、無意識的に現地人、更には国からも注目されてきたことが指摘されている。当時、外貨に乏しかったコンゴに、外貨を落としていく探検隊を呼び寄せる「謎の生物」が観光資源として注目されていたという。観光資源が今後も持続するのに有利な証言が誘導されていた可能性を否定することはできない。
これらのことから、今後は、現地の伝承を新たに収集すること、中立的な視点に立った目撃証言を得ることは、ほぼ不可能であるといわれている。

### 可能性のある生物
仮にモケーレ・ムベンベが前節で扱ったような複数の生物の想像による合成ではないとした場合には、恐竜の生き残り説、ゾウ説、サイ説、大型の水棲カメ説などが知られている。
恐竜の生き残り説
目撃談などを総合すると、現生の動物との類似性が乏しいことから、恐竜の生き残りではないかとする説がある。アパトサウルスのような竜脚類ではないかとする考え方が主流。長い首と尾、短い四肢など、現在知られている特徴をすべて満たす説である。しかし、白亜紀末の生物大量絶滅をアフリカ大陸に生息していた恐竜だけが生き延びた証拠は無い。ただし2011年に、アフリカ大陸の恐竜ではないものの、アラモサウルスは白亜紀大絶滅を生き延びた可能性が高いことが示唆された。
ゾウ説
ゾウが鼻をかかげているところが長い首に見えたのではないかという。この場合のゾウは、現地にいる森林性で小型の亜種マルミミゾウではなく、大型で草原性のアフリカゾウである。モケーレ・ムベンベの想定される大きさは、マルミミゾウよりは大きい。そして、アフリカゾウの足跡であれば丸型で大きさも合致する。ただし、多くの足跡の目撃で認められたとされる、3本の鉤爪はゾウにはない。
新種あるいは既知のサイ説
アフリカ大陸のサイは草原性であり、熱帯雨林地帯には生息していない。熱帯雨林に生息するサイの新種がいるのではないか、という可能性と、草原性のサイが低い頻度でまぎれ込んでくるのではないか、という可能性が考えられている。勿論、サイには長い首も長い尾もないが、体の大きさ、足跡の3本の爪あと（鉤爪ではないが）などは特徴と一致しており、広義のモケーレ・ムベンベ（エメラ・ントゥカ）のモデルとなった生物と考えると比較的よく合致する。前述のBBCのドキュメンタリーなどではこの説が採用された。目撃した原住民に動物図鑑をみせたところ、全員がサイを指し示した。